# Сара удон
Сара удон (яп. 皿うどん), буквально «тарілка з локшиною», — це страва з префектури Нагасакі, Японія. Незважаючи на назву, це не різновид удонів.
Складається з основи з локшини та начинки зі смаженої капусти, паростків квасолі та інших овочів, а також кальмарів, креветок, свинини, камабоко тощо. Існує два основних різновиди локшини, більш тонка хрустка локшина, смажена в олії (так звана парі парі, барі барі, або барі мен); в результаті ця варіація нагадує чоу мейн у кантонському стилі. В іншому варіанті використовується більш товста китайська локшина (так звана локшина тямпон).
Стиль і товщина локшини відрізняються в різних ресторанах. У багатьох ресторанах за межами префектури Нагасакі подають лише тонку локшину, що призвело до поширеної помилкової думки, що страву подають лише з тонкою локшиною.
Якщо багато людей їдять разом, прийнято, щоб кожен брав свою порцію з однієї великої центральної тарілки.
Існують служби доставки їжі (demae), які спеціалізуються на сара удон для вечірок або офісів, які працюють понаднормово.
Сара удон іноді подають у шкільному обіді в початкових школах префектури Нагасакі.

## Галерея

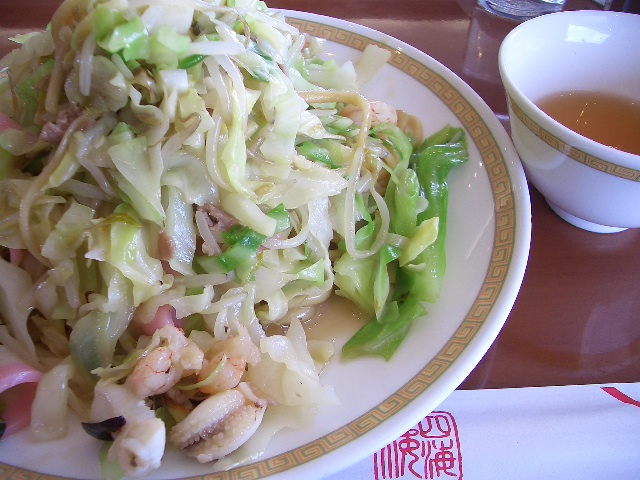
Подається з товстою локшиною по-нагасацьки
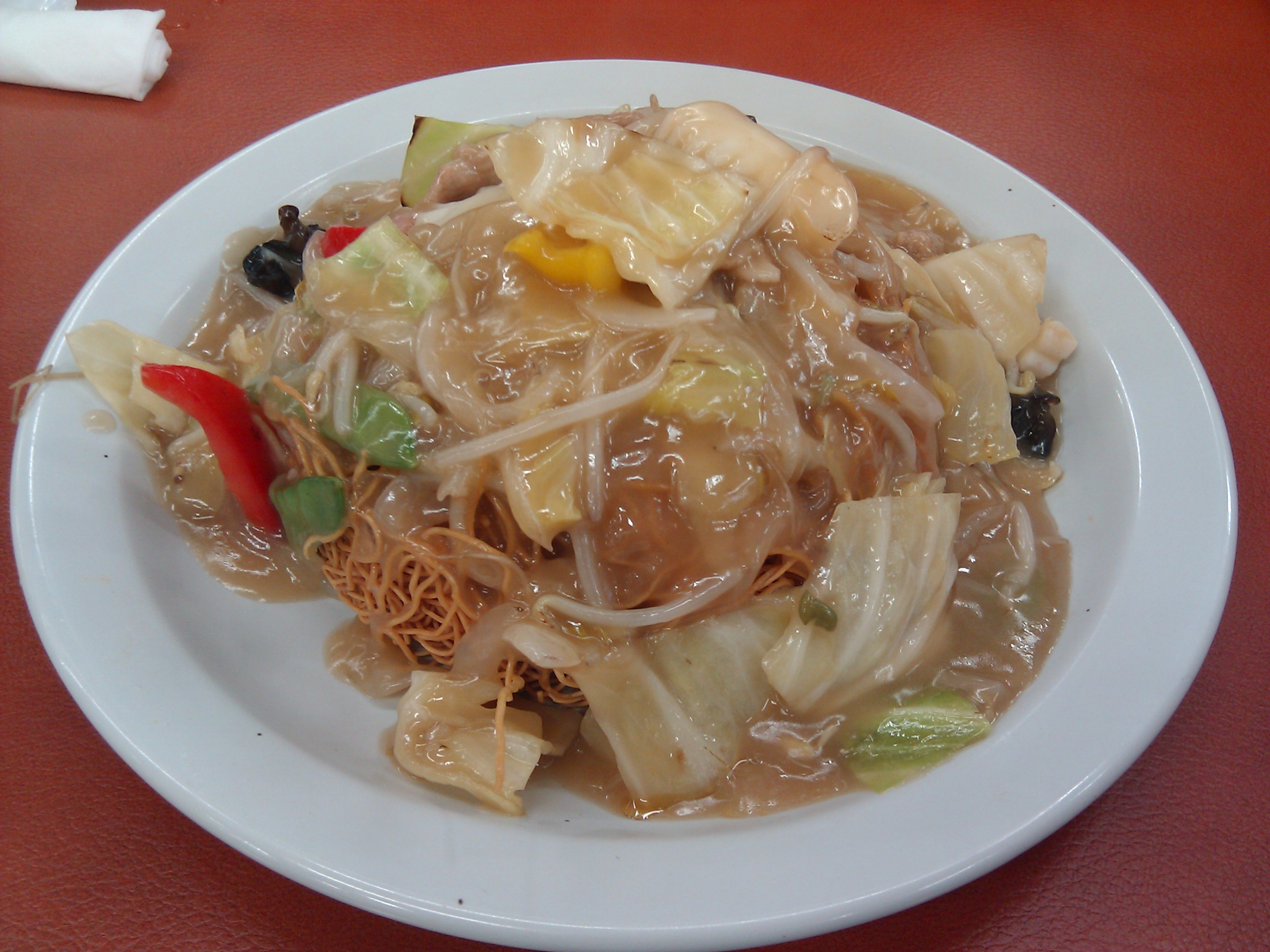
Сара удон (Ґьоза но Ошо)
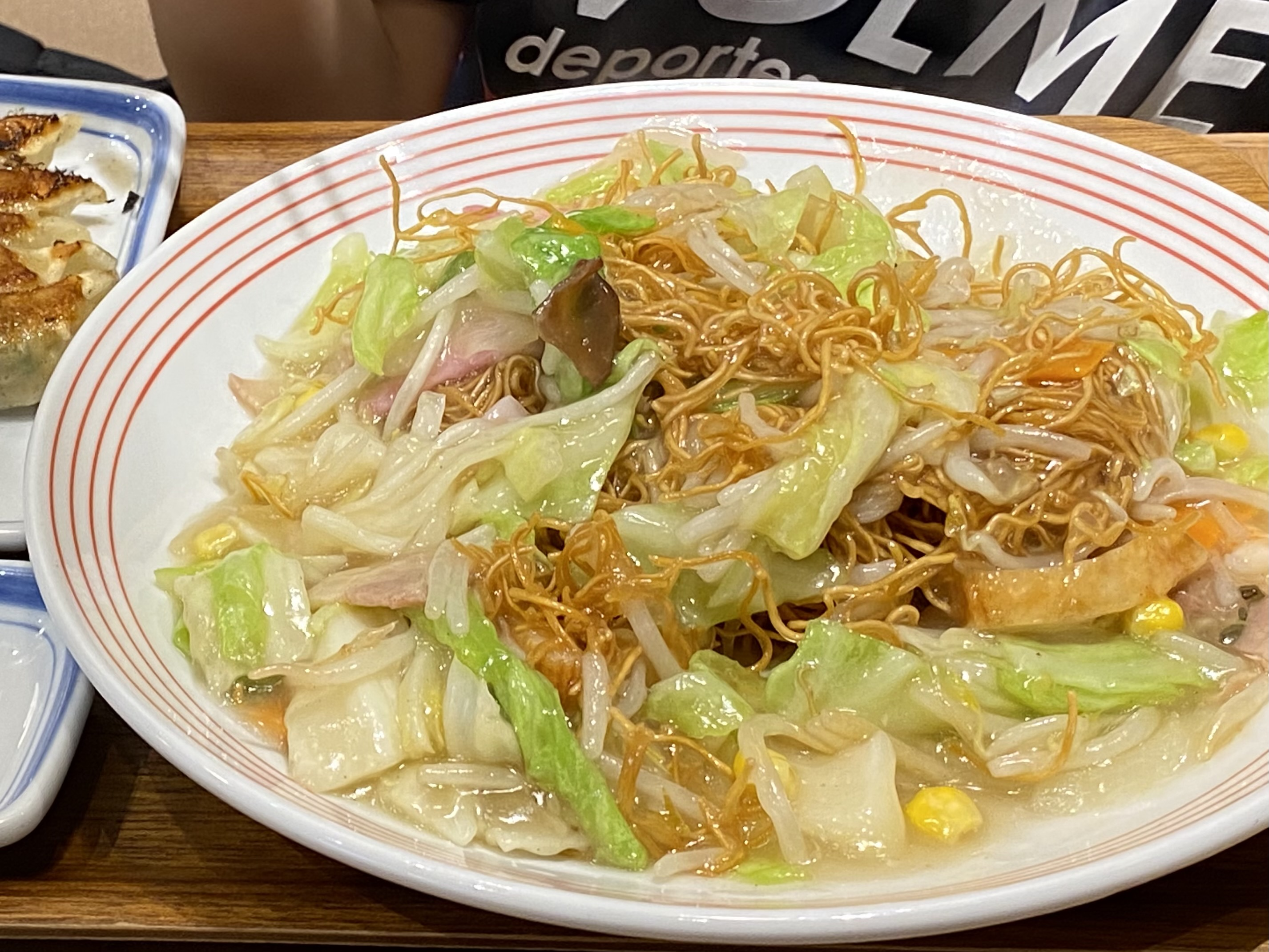
Сара удон із Рінджер Хат